# モー。たいへんでした
『モー。たいへんでした』は、2001年4月12日から2002年3月14日まで日本テレビ系列局で木曜 19時00分 - 19時58分（JST）に放送されていた日本テレビ製作のバラエティ番組。全28回。初回は19時00分 - 20時54分の2時間スペシャルで放送。通称「モー。たい」。

## 概要
モーニング娘。初のゴールデンタイムの冠番組で、彼女たちが「日本をハッピーにしちゃいます」をテーマに様々な事に挑戦する内容で開始した。深夜『ZZZ』枠の『フライデーナイトはお願い!モーニング』（テレビ岩手制作、番組自体は2001年9月まで放送）のほか、『天国か!?地獄か!?あか・黄・青大激突inハワイ』（2000年6月24日放送）、『新春モーニング娘。スペシャル 晴れ着と水着でお年玉大作戦』（2001年1月1日放送）等のモーニング娘。が出演した特番の好調を受けてのゴールデンタイム進出で、第1回では初代リーダー中澤裕子卒業企画を折り込んだ『モー。たいへんでしたという名前の新番組なのにモーニング娘。のリーダー中澤裕子卒業で10人のモー娘。は見納め卒業まであと3日スペシャル』というタイトルの2時間特番を放送した。
当時多忙を極めていたメンバーのスケジュール調整が困難となり、視聴者からの投稿コーナーやモーニング娘。をランキングにして発表するコーナーなどを模索したが、番組の後半期になるとモーニング娘。とは無関係の内容になっていった。
放送時間帯が巨人戦野球中継と重なる枠で、番組初期には雨傘番組（レインコート）となることもあり、この影響で第2回放送は初回から実に1か月以上も間が空いた5月24日であった。モーニング娘。が全く出なかった回（2002年1月31日）や過去の総集編を放送した回（2001年12月20日）を含めても、放送期間が1年あったのにもかかわらず、全部で28回しか放送されなかった。

## 出演者
- モーニング娘。（メンバーは当時）
  - 中澤裕子（初回のみ）
  - 飯田圭織
  - 安倍なつみ
  - 保田圭
  - 矢口真里
  - 後藤真希
  - 石川梨華
  - 吉澤ひとみ
  - 辻希美
  - 加護亜依
  - 高橋愛（10月から）
  - 紺野あさ美（10月から）
  - 小川麻琴（10月から）
  - 新垣里沙（10月から）
- 藤井隆 - 司会
- 福澤朗（初回のみ）
- 徳光和夫（第2回から） - 司会
- バカボン鬼塚（ナレーター、9月まで）
- 鈴木博紀（後期のみ）

## 主なコーナー
- モー。たい報道記者 - メンバーが大物政治家にインタビューを行う。首相・小泉純一郎や東京都知事の石原慎太郎（役職は共に当時）、読売新聞社会長の渡邉恒雄も出演した。第19回参議院議員通常選挙（2001年7月29日執行）に際しては、直前に「参院選スペシャル」として各党党首にインタビューを敢行。
- モー。たい社会見学 - メンバーが様々なスポットへ出向き、設備の紹介や仕事を体験する。
- モー。たいクリーニング - メンバーが有名人の邸宅の清掃を行う。
- モーたい。グルメレポーターへの道 - メンバーが料理店のメニューを試食する。
- 押しかけ人生問答 - メンバーが毎回大物芸能人の下へ出向き、視聴者から送られた相談や人生の格言を教わる。
- それゆけ!矢口工務店 - 矢口が視聴者の依頼に応えて現地へ出向き、建築業務の手伝いをする。
- 瞬間写真ゴングショー - 視聴者から送られた面白い写真やすごい瞬間の写真を紹介する。
- モー娘。街頭アンケート - モー娘。や芸能界に関する街頭アンケートを行い、スタジオで結果を発表する。
- 後期には、毎回テーマの異なるロケ企画や、スタジオで視聴者の疑問を実践して答える内容が多かった。

## エピソード
- 2002年1月31日放送分では番組スタッフがメインとなり、『千と千尋の神隠し』の映像を流す、『伊東家の食卓』とのタイアップ企画を行う、DonDokoDonやナインティナインをゲストに招くなどして視聴率20%を取れなければ3月で番組打ち切り、かつそのスタッフが坊主頭になる企画を行った。しかし放送時間帯が裏番組の『クイズ$ミリオネア』（フジテレビ）などと競合していたこともあって結果は1桁となり、3月での番組終了も決定した[1]。
- その翌週の放送では、番組のチーフプロデューサー・大澤雅彦が坊主頭になった。その回ではスタッフと日本テレビのアナウンサーのみの出演となり、メインで出演していたモーニング娘。はVTR出演のみで、番組の進行役で初回から出演していた藤井隆や徳光和夫は一切出演しなかった。また、この時に当時あったダイヤルQ2（有料回線）を使った懸賞を行ったため、批判の的にもなった。
- 最終回では、メンバー全員と同世代の女性たちとその父親世代によるトークバトルが行われた。

## スタッフ
- 構成：海老克哉／そーたに、鮫肌文殊、小野高義、吉井三奈子、長谷川朝二、古川順一
- TM：原泰造（2001年7月から2002年3月まで）
- SW：米田博之、高梨正利、木村智
- CAM：山田祐一、渡辺滋雄、中川昭生、村田陸彦、林洋介、小林重徳
- VE：篠原昭浩、渋谷岳彦、八木一夫
- VTR：山口考志
- MIX：大島康彦、木村宏志
- AUD：池田正義、奥山朋浩、大関満郎、今野健
- 照明：谷田部恵美、縄豊
- 音効：森山顕仁、譲矢健志
- TK：塚越倫子
- EED・MA：オムニバス・ジャパン、アンサーズ、コスモ・スタジオ、e-naスタジオ、スリーエー工房、読売映像
- リサーチ：フォーミュレーション
- ロケ技術：日本テレビビデオ、ヌーベルバーグ、八峯テレビ、テーク・ワン、共立照明
- 編成：田中芳樹（初回から6月までと10月-）
- 広報：神山喜久子
- マーケティング：佐藤政治
- 美術：小野寺一幸、星野充紀、卜部亜喜
- 美術協力：日本テレビアート
- CG：キャニットG
- ロケ協力：アガサス ほか
- アドバイザー：舟澤謙二（モスキート）
- AP：北條とも(知)子（ジッピー）、朝倉康晴（えすと、朝倉→前期は制作）、菅沼和美（安寿、菅沼→後期のみ）
- デスク：熊谷春香
- チーフAD：小澤博之
- AD：植木光雄（以前はチーフAD）、田辺渉（ブームアップ、田辺→前期はFM）、木村優子（えすと）、吉田安宏、鈴木美枝子、新井輔浩、大竹正高、松村大吾、岩崎征四郎、金子敏之、渡部修士
- ディレクター：西崎修一（モンドラナ）、後藤隆一郎、河野真憲（西崎・後藤→前期も担当、河野→前期は演出/ディレクター）、似鳥利行（似鳥→前期はスーパーバイザー►演出）、長久弦（GUTS）、小林淳一、中村博行（中村→前期は総合演出►総合演出・プロデューサー）、南波昌人、萩原博喜／平野進、三瓶篤樹、岡田直也、宮崎文夫、星野克己（星野→前期は制作►FM）
- プロデューサー：関根崇史、川邊哲也・小路丸哲也（えすと）、杉村和彦（ジッピー）、阿河朋子（えすと）、小林ユージ（小路丸・杉村・阿河→前期も担当、川邊→前期は制作）
- 制作協力：モスキート、えすと、ジッピー・プロダクション、安寿（安寿→後期のみ）
- 演出・プロデューサー：岡田泰三（2001年7月から9月までは編成）
- チーフプロデューサー：大澤雅彦
- 製作著作：日本テレビ

### 過去のスタッフ
- 総合演出→監修：橋口洋之（モンドラナ、前期のみ）
- 構成：堀田延、遠藤みちスケ、すずきB、ヒロハラノブヒコ、近藤祐次
- リサーチ：レイズ
- TM：鈴木康介（初回から6月まで）
- 照明：佐野利喜男、山本智浩、渡辺一成
- TK：恩田明子
- 編集：山下靖史、宮原明男、坂戸清、室谷光則
- MA：山崎秀二、坂井真一
- リサーチ：レイズ
- ロケ技術：コールツプロダクション、Bull、GPA、Can
- ENG：元木宏
- CGタイトル：大野一興
- 監修：森下泰男
- デスク：五十嵐真弓
- チーフAD：浜岡達郎
- ディレクター：鈴木太一、水口智就（モンドラナ）、岩永泰典、外川知宏
- 演出/ディレクター：田口正樹、前田直彦、五十嵐洋文（えすと）、柴田明廣、伊東一、園部雄一郎、杉本憲隆、中野裕子、小川明人
- プロデューサー：政橋雅人（2001年7月から9月まで）、糸井聖一、小幡英司（安寿）